# 奥塞
奥塞（法語：Ossé，法語發音：[ɔse]）是法国伊勒-维莱讷省的一个旧市镇，位于该省东南部，属于富热尔-维特雷区。2017年1月1日，奥塞与市镇圣欧班迪帕瓦伊、沙托日龙合并为新的沙托日龙。

## 地理
奥塞（48°3'21"N, 1°26'58"W）面积8.99 平方千米，位于法国布列塔尼大區伊勒-维莱讷省，该省份为法国西北部沿海省份，位于布列塔尼半岛东部，北濒大西洋，西接阿摩尔滨海省和莫尔比昂省，南至大西洋卢瓦尔省，西南端接曼恩-卢瓦尔省，东临马耶讷省，东北与芒什省接壤。
与奥塞接壤的市镇（或旧市镇、城区）包括：沙托日龙、多马涅、圣欧班迪帕瓦伊、维莱讷河畔努瓦亚勒。

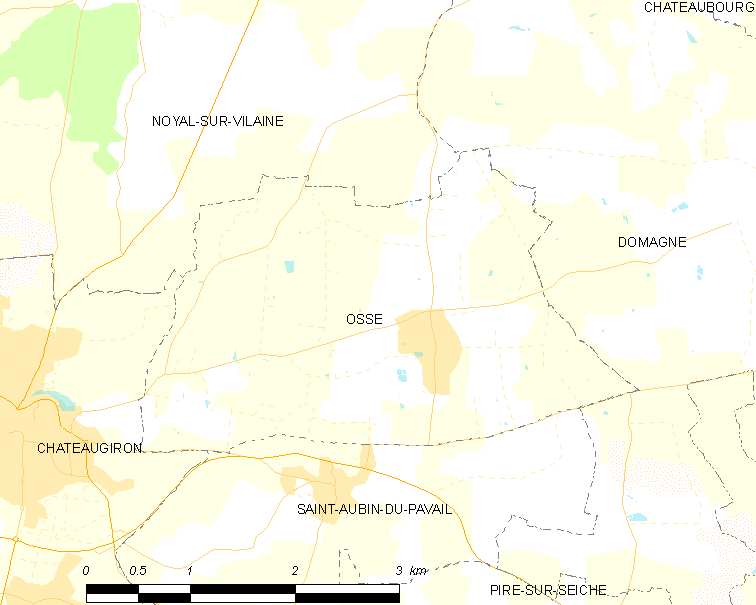
奥塞的OSM定位图

奥塞的时区为UTC+01:00、UTC+02:00（夏令时）。

## 行政
奥塞的邮政编码为35410，INSEE市镇编码为35209。

## 政治
奥塞所属的省级选区为沙托日龙县。

## 人口

1962-2008年间奥塞人口变化图示

奥塞于2018年1月1日时的人口数量为1259人。